# Список маркграфов Северной марки
Северная марка была образована в 965 году при разделе Восточной Саксонской марки (марки Геро), образованной в 936 году королём восточно-франкского королевства Генрихом I Птицеловом для защиты герцогства Саксонского от нападений вендов. В 1157 году марка была преобразована в Бранденбургскую марку.

## Список маркграфов Восточной Саксонской марки (марки Геро)
Мерзебургская династия
- 936—937: Зигфрид (умер в 937), граф в Саксонии, «легат» Восточной Саксонской марки с 936 года[1][2].
- 937—965: Геро Железный (умер 18 или 20 мая 965), граф в Швабенгау, маркграф Восточной Саксонской марки с 941 года[1][2].

## Список маркграфов Северной марки
Династия Хальденслебен

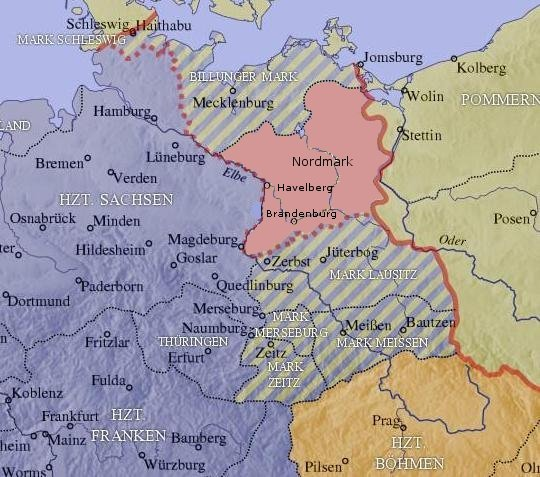
Северная марка в 965 году

- 965—985: Дитрих фон Хальденслебен (умер 985), граф фон Хальденслебен, маркграф Северной марки в 965—983 годах[3].

Династия Вальбек
- 985—1003: Лотарь (ум. 25 января 1003), маркграф Северной марки с 983 года, граф фон Вальбек с 986 года, граф в Дерлингау и Северной Тюрингии в 982 году[3].
- 1003—1009: Вернер (ум. 11 ноября 1014), маркграф Северной марки с 1003 года[3].

Династия Хальденслебен
- 1009—1018: Бернхард I Старший (ум. ок. 1018), маркграф Северной марки с 1009 года[3].
- 1018—1044: Бернхард II Младший (ум. ок. 1044), маркграф Северной марки с около 1018 года[3].
- 1044—1056: Вильгельм (ум. 10 сентября 1056), маркграф Северной марки с 1044 года[3].

Династия Штаде
- 1056—1057: Лотарь Удо I (ок. 995 — 7 ноября 1057), маркграф Северной марки с 1056 года[3].
- 1057—1082: Лотарь Удо II (1020/1030 — 4 мая 1082), маркграф Северной марки с 1057 года[3].
- 1082—1087: Генрих I Длинный (ок. 1065 — 28 июня 1087), маркграф Северной марки с 1082 года[3].
- 1087—1106: Лотарь Удо III (ок. 1070 — 2 июня 1106), маркграф Северной марки с 1087 года[3].
- 1106—1112: Рудольф I фон Штаде (1070/1075 — 7 декабря 1124), маркграф Северной марки в 1106—1112 годах[3].

Династия Плёцкау
- 1112—1118: Гельферих фон Плёцкау (ок. 1075—1118), маркграф Северной марки с 1112 года[3].

Штадены
- 1118—1128: Генрих II фон Штаде (1102 — 4 декабря 1128), маркграф Северной марки с 1118 года[3].
- 1128—1130: Лотарь Удо IV (1108/1109 — 15 марта 1130), маркграф Северной марки с 1128 года[3].

Династия Плёцкау
- 1130—1133: Конрад фон Плёцкау (ок. 1108 — 10 января 1133), маркграф Северной марки с 1130 года[3].

Аскании
- 1134—1157: Альбрехт Медведь (ок. 1100 — 18 ноября 1170), маркграф Лужицкой марки в 1124—1131 годах, маркграф Северной марки в 1134—1157 годах, герцог Саксонии в 1138—1142 годах, маркграф Бранденбурга с 1157 года[3].